# کورتیز وستون
کورتیز وستون (انگلیسی: Curtis Weston؛ زادهٔ ۲۴ ژانویهٔ ۱۹۸۷) یک بازیکن فوتبال است.کورتیز وستون تاکنون موفق به به‌ثمر رساندن ۲۱گل شده است.